# Euxoa fuscovariegata
Euxoa fuscovariegata là một loài bướm đêm trong họ Noctuidae.